# Bisbat de Màntua

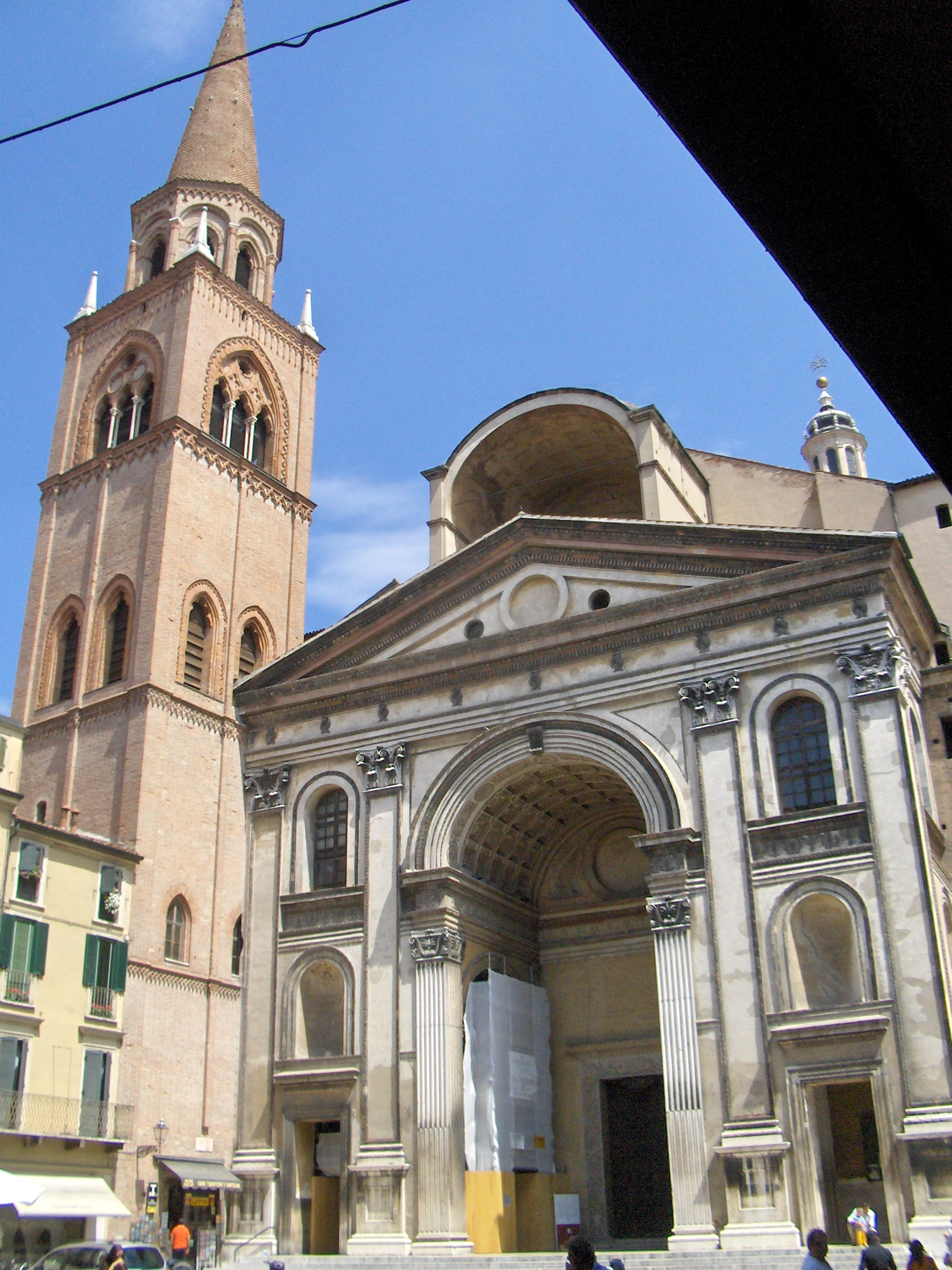
La Basílica de Sant Andreu Apòstol a Màntua

El bisbat de Màntua (italià: diocesi di Mantova; llatí: Dioecesis Mantuana) és una seu de l'Església catòlica, sufragània de l'arquebisbat de Milà, que pertany a la regió eclesiàstica Llombardia. El 2004 tenia 345.280 batejats d'un total de 363.414 habitants. Actualment està regida pel bisbe Gianmarco Busca.

## Territori
La diòcesi comprèn la província de Màntua, a excepció d'una part a l'oest que pertany a la diòcesi de Cremona; comprèn a més els municipis a l'esquerra de l'Oglio cremonès d'Ostiano i Volongo, i la part de Cizzolo al municipi de Viadana, que pertany a la diòcesi de Reggio Emilia.
La seu episcopal es troba a la ciutat de Màntua, on es troba la catedral de San Pere Apòstol i la basílica cocatedral de Sant Andreu Apòstol.
El territori està dividit en 168 parròquies, agrupades en 1 arxiprestat urbà i 6 rurals: Santa Famiglia di Nazareth, San Carlo, San Luigi, San Pio X, Sant'Anselmo i Madonna della Comuna. Tots els arxiprestats estan organitzats en unitat pastoral, constituïts per un mínim de 2 i un màxim de 10 parròquies.

## Sants patrons
El sant patró de la diòcesi és Sant Anselm, mentre que Sant Pere i Sant Celestí I són els titulars de la catedral.
Sant Andreu, sant Lluís Gonzaga i sant Pius X són, a més, copatrons de la diòcesi.

## Història
La tradició estableix el naixement de la diòcesi de Màntua al 804, després d'una visita del Papa Lleó III a la ciutat, erigint la diòcesi a partir del territori de la diòcesi de Verona. Tot i que la primera prova documental de la presència de la diòcesi és del segle ix, s'han presentat hipòtesis segons les quals la fundació podria haver tingut lloc vers el 760 o fins i tot el segle vii. Altres hipòtesis sostenen que la diòcesi hauria existit abans de l'arribada dels llombards, i la destrucció de la ciutat hauria comportat la supressió de la diòcesi, que hauria estat de nou erigida a inicis del segle ix. Una confirmació parcial d'aquesta hipòtesi és que al 827 va tenir lloc a Màntua un important concili amb la finalitat de posar fi al conflicte entre els patriarcats d'Aquileia i de Grado: aquest concili no s'hauria celebrat allà si Màntua no hagués gaudit d'un antic prestigi i tradició a l'Església.
Un nomenament de l'emperador Conrad II del 1037 conté la llista més antiga de les esglésies que pertanyien al bisbe de Màntua, un total de 35.
Tot i que el bisbe de Màntua mai no va tenir un senyoriu real, exercí alguns drets temporals (poders purs i mixts), especialment sobre alguns castells de l'Oltrepò. A partir del segle XIV els bisbes van ser honorats amb el títol de Príncep del Sacre Imperi Romanogermànic; i tot i l'oposició dels emperadors, van mantenir aquest títol fins a finals del segle xviii.
El 13 d'abril de 1452 Màntua, que fins llavors havia estat sufragània del Patriarcat d'Aquileia, esdevingué una diòcesi immediatament subjecta a la Santa Seu.
Entre 1466 i 1566, durant un segle, la seu episcopal va ser prerrogativa de la família Gonzaga, duc de Màntua. Durant aquest període, sis membres de la família ocuparien la seu.
A inicis del segle xvii l'episcopat de Francesco Gonzaga va ser notable, fundant el seminari diocesà i consagrant la catedral. En diverses ocasions s'ha iniciat el seu procés de beatificació, donada la seva gran caritat.
El 1803 el concordat napoleònic preveia el pas de Màntua a la província eclesiàstica de l'arquebisbat de Ferrara, disposició que quedà sense efecte. En comptes d'això, el 9 de febrer de 1820 passà a formar part de la província eclesiàstica de l'arquebisbat de Milà.
El 12 de setembre de 1818 el Papa Pius VII decretà la supressió de l'abadia nullius d'Asola; de les seves tretze parròquies, onze van ser incorporades a la diòcesi de Màntua i dues a la de Brèscia.
Durant el difícil període del Risorgimento, el bisbe Pietro Rota no va obtenir l'exequatur i no va poder prendre possessió de la diòcesi ni residir al palau episcopal. Durant un període també va ser empresonat i el seminari passà a l'autoritat civil. Va fundar el diari periodico "Il Vessillo Cattolico", publicat entre 1872 i 1876.

## Cronologia episcopal
- Gregorio ? † (mencionat el 814)
- Laiulfo o Erdulfo † (mencionat el 827)
- Eginulfo † (inicis de 881 – finals de 896)
- Ambrogio † (mencionat el 918)
- Manasse d'Arles † (segle x)
- Pietro † (inicis de 945 - finals de 946)
- Guglielmo † (inicis de 962 - finals de 964)
- Gumbaldo † (inicis de 966 - finals de 981)
- Giovanni † (mencionat el 997)
- Itolfo † (inicis de 1007 - finals de 1037)
- Marciano † (inicis de 1045 - vers 1054)
- Eliseo † (1055 - finals de 1075)
- Ubaldo † (vers 1077 - finals de 1092)
- Ugo † (vers 1101 - 1109 mort)
- Manfredo † (1109 - 1147)
- Garsendonio † (1148 - 1168 deposat)
- Beat Giovanni, O.S.B. † (inicis de 1174 - 1177 nomenat bisbe de Vicenza)
- Garsendonio † (1177 - 1187 mort) (per segon cop)
- Sigifredo † (inicis de 1189 - 1191)
- Enrico Delle Carceri † (1192 - vers 1225 mort)
- Pellizzario † (1227 - 1230)
- Guidotto da Correggio † (4 de setembre de 1231 - 14 de maig de 1235 mort)
- Giacomo Dalla Porta, O.Cist. † (vers 1237 - desembre de 1251 nomenat bisbe de Porto e Santa Rufina)
- Martino da Puzolerio † (31 de maig de 1252 - 24 de juliol de 1268 mort)
- Anònim (Aleardino ?) † (1268 - 1270)
  - Filippo da Casaloldo † (1270 - 21 de novembre de 1303 mort) (bisbe electe)
- Filippo Bonacolsi, O.F.M. † (8 de desembre de 1303 - 18 de desembre de 1303 mort)
- Beat Giacomo Benfatti, O.P. † (10 de gener de 1304 - 19 de novembre de 1332 mort)
  - Sede vacante (1332-1338)
- Gottifredo Spinola † (4 de novembre de 1338 - 1346 o 1347 mort)
- Ruffino Landi † (16 d'abril de 1347 - 15 d'abril de 1367 mort)
- Guido de Beziis d'Arezzo † (26 d'agost de 1367 - 3 de març de 1386 mort)
- Sagramoso Gonzaga † (10 d'abril de 1386 - d'octubre de 1390 deposat)
- Antonio degli Uberti † (14 de novembre de 1390 - 24 d'abril de 1417 mort)
- Giovanni degli Uberti † (16 de febrer de 1418 - 19 de gener de 1428 mort)
- Matteo Boniperti, O.P. † (21 de maig de 1428 - 24 d'agost de 1444 mort)
- Galeazzo Cavriani † (11 de setembre de 1444 - 18 de juliol de 1466 mort)
  - Francesco Gonzaga † (20 d'agost de 1466 - 21 d'octubre de 1483 mort) (bisbe electe)
  - Ludovico Gonzaga † (27 d'octubre de 1483 - 9 de gener de 1511 mort) (bisbe electe)
  - Sigismondo Gonzaga † (10 de febrer de 1511 - 1521 dimesso) (administrador apostòlic)
- Ercole Gonzaga † (10 de maig de 1521 - 3 de març de 1563 mort)
- Federico Gonzaga † (4 de juny de 1563 - 22 de febrer de 1565 mort)[4]
- Francesco Gonzaga † (15 de maig de 1565 - 6 de gener de 1566 mort)
- Gregorio Boldrini, O.P. † (7 de febrer de 1567 - 2 de novembre de 1574 mort)
- Marco Fedeli Gonzaga † (28 de novembre de 1574 - 29 de setembre de 1583 mort)
- Alessandro Andreasi † (14 de novembre de 1583 - 23 de març de 1593 mort)
- Francesco Gonzaga, O.F.M.Obs. † (30 d'abril de 1593 - 2 de març de 1620 mort)
- Vincenzo Agnello Suardi † (2 de març de 1620 succeduto - 13 de setembre de 1644 mort)
- Masseo Vitali, O.F.M. † (5 de febrer de 1646 - 23 de juny de 1669 mort)
- Ferdinando Tiburzio Gonzaga † (23 de febrer de 1671 - 28 d'octubre de 1672 mort)
- Giovanni Lucido Cattaneo † (12 de març de 1674 - 2 de març de 1685 mort)
- Enrico Vialardi di Villanova, B. † (3 de març de 1687 - 6 de desembre de 1711 mort)
- Alessandro Arrigoni † (30 de gener de 1713 - 13 d'agost de 1718 mort)
- Antonio Guidi di Bagno Talenti † (26 d'abril de 1719 - 21 de desembre de 1761 mort)
- Juan Portugal de la Puebla † (29 de març de 1762 - 17 de gener de 1770 dimití)
- Giovanni Battista von Pergen † (29 de gener de 1770 - 12 de novembre de 1807 mort)
  - Sede vacante (1807-1823)
- Giuseppe Maria Bozzi † (16 de maig de 1823 - 14 de desembre de 1833 mort)
- Giovanni Battista Bellé † (24 de juliol de 1835 - 30 de juny de 1844 mort)
  - Sede vacante (1844-1847)
- Giovanni Corti † (12 d'abril de 1847 - 12 de desembre de 1868 mort)
  - Sede vacante (1868-1871)
- Pietro Rota † (27 d'octubre de 1871 - 3 de maig de 1879 retirat)
- Giovanni Maria Berengo † (12 de maig de 1879 - 10 de novembre de 1884 nomenat arquebisbe d'Udine)
- San Giuseppe Melchiorre Sarto † (10 de novembre de 1884 - 15 de juny de 1893 nomenat patriarca de Venèzia)
- Paolo Carlo Francesco Origo, O.SS.C.A. † (18 de març de 1895 - 13 de novembre de 1928 mort)
- Domenico Menna † (16 de novembre de 1928 - 8 de setembre de 1954 retirat)
- Antonio Poma † (8 de setembre de 1954 - 16 de juliol de 1967 nomenat arquebisbe titular de Gerpiniana)
- Carlo Ferrari † (19 d'octubre de 1967 - 28 de juny de 1986 retirat)
- Egidio Caporello (28 de juny de 1986 - 13 de juliol de 2007 retirat)
- Roberto Busti, dal 13 de juliol de 2007

## Calendari litúrgic propi de la diòcesi
| Data           | Celebració                                   | Grau                                              |
| -------------- | -------------------------------------------- | ------------------------------------------------- |
| 29 de gener    | Beata Arcangela Girlani, verge               | Memòria facultativa                               |
| 13 de febrer   | Dedicació de la catedral i de la concatedral | Festa Solemnitat a la catedral i a la concatedral |
| 19 de febrer   | Beata Elisabetta Picenardi, verge            | Memòria facultativa                               |
| 24 de febrer   | Beat Marco Marconi, prevere                  | Memòria facultativa                               |
| 18 de març     | Sant Anselmo di Lucca, bisbe                 | Solemnitat                                        |
| 11 d'abril     | Beat Battista Spagnoli, prevere              | Memòria                                           |
| 18 de juny     | Beata Osanna Andreasi, verge                 | Memòria                                           |
| 21 de juny     | San Lluís Gonzaga, religios                  | Festa                                             |
| 9 de juliol    | Beat Joan de Vicenza, bisbe                  | Memòria facultativa                               |
| 27 de juliol   | San Simeó, diaca                             | Memòria facultativa                               |
| 18 d'agost     | Beata Paola Montaldi, verge                  | Memòria                                           |
| 21 d'agost     | San Pius X, Papa                             | Festa                                             |
| 26 de setembre | Dedicació de la pròpia església              | Solemnitat                                        |
| 5 d'octubre    | Beat Matteo Carreri, prevere                 | Memòria facultativa                               |
| 16 d'octubre   | Beat Joan Bono de Màntua, religios           | Memòria                                           |
| 5 de novembre  | Sants i beats de l'Església de Màntua        | Memòria facultativa                               |
| 19 de novembre | Beat Giacomo Benfatti, bisbe                 | Memòria facultativa                               |
| 5 de desembre  | Beat Bartolomeo Fanti, prevere               | Memòria facultativa                               |
| 7 de desembre  | Sant Ambròs de Milà, bisbe                   | Festa                                             |

## Estadístiques
A finals del 2004, l'arxidiòcesi tenia 345.280 batejats sobre una població de 363.414 persones, equivalent al 95,0% del total.

| any  | població | població | població | sacerdots | sacerdots       | sacerdots       | sacerdots             | diaques | religiosos | religiosos | parroquies |
| ---- | -------- | -------- | -------- | --------- | --------------- | --------------- | --------------------- | ------- | ---------- | ---------- | ---------- |
| any  | batejats | total    | %        | total     | clergat secular | clergat regular | batejats por sacerdot | diaques | homes      | dones      |            |
| 1950 | 374.586  | 375.000  | 99,9     | 328       | 312             | 16              | 1.142                 |         | 23         | 690        | 153        |
| 1969 | 339.288  | 340.434  | 99,7     | 336       | 305             | 31              | 1.009                 |         | 42         | 723        | 168        |
| 1980 | 345.000  | 346.988  | 99,4     | 342       | 314             | 28              | 1.008                 |         | 31         | 428        | 170        |
| 1990 | 336.000  | 338.403  | 99,3     | 309       | 284             | 25              | 1.087                 |         | 31         | 415        | 169        |
| 1999 | 334.234  | 340.519  | 98,2     | 277       | 243             | 34              | 1.206                 |         | 40         | 438        | 168        |
| 2000 | 332.106  | 344.888  | 96,3     | 266       | 234             | 32              | 1.248                 |         | 36         | 411        | 168        |
| 2001 | 336.828  | 349.676  | 96,3     | 256       | 229             | 27              | 1.315                 |         | 31         | 375        | 168        |
| 2002 | 333.216  | 347.014  | 96,0     | 253       | 227             | 26              | 1.317                 |         | 30         | 368        | 168        |
| 2003 | 328.016  | 341.944  | 95,9     | 250       | 222             | 28              | 1.312                 |         | 31         | 379        | 168        |
| 2004 | 345.280  | 363.414  | 95,0     | 246       | 212             | 34              | 1.403                 |         | 36         | 349        | 168        |